# Circondario di Karlsruhe
Il circondario di Karlsruhe è uno dei circondari dello stato tedesco del Baden-Württemberg.
Fa parte del distretto governativo di Karlsruhe.

## Città e comuni
(Abitanti il 31 dicembre 2022)
| Città 1. Bretten (30 073) 2. Bruchsal (46 587) 3. Ettlingen (39 699) 4. Kraichtal (14 699) 5. Östringen (13 241) 6. Philippsburg (13 882) 7. Rheinstetten (20 659) 8. Stutensee (25 204) 9. Waghäusel (21 444) | Comuni 1. Bad Schönborn (13 239) 2. Dettenheim (6 818) 3. Eggenstein-Leopoldshafen (16 924) 4. Forst (8 170) 5. Gondelsheim (4 124) 6. Graben-Neudorf (12 451) 7. Hambrücken (5 604) 8. Karlsbad (16 099) 9. Karlsdorf-Neuthard (10 916) 10. Kronau (5 983) 11. Kürnbach (2 350) 12. Linkenheim-Hochstetten (12 238) 13. Malsch (14 929) 14. Marxzell (4 997) 15. Oberderdingen (11 804) 16. Oberhausen-Rheinhausen (9 710) 17. Pfinztal (18 731) 18. Sulzfeld (5 114) 19. Ubstadt-Weiher (13 332) 20. Waldbronn (13 235) 21. Walzbachtal (9 937) 22. Weingarten (Baden) (10 534) 23. Zaisenhausen (1 886) |